# Willibrord Benzler

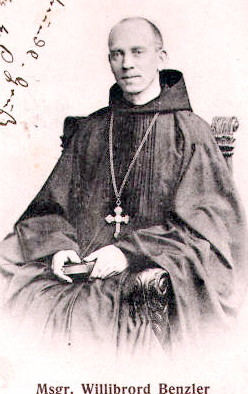
Willibrord Benzler als Benediktinerabt, um 1900

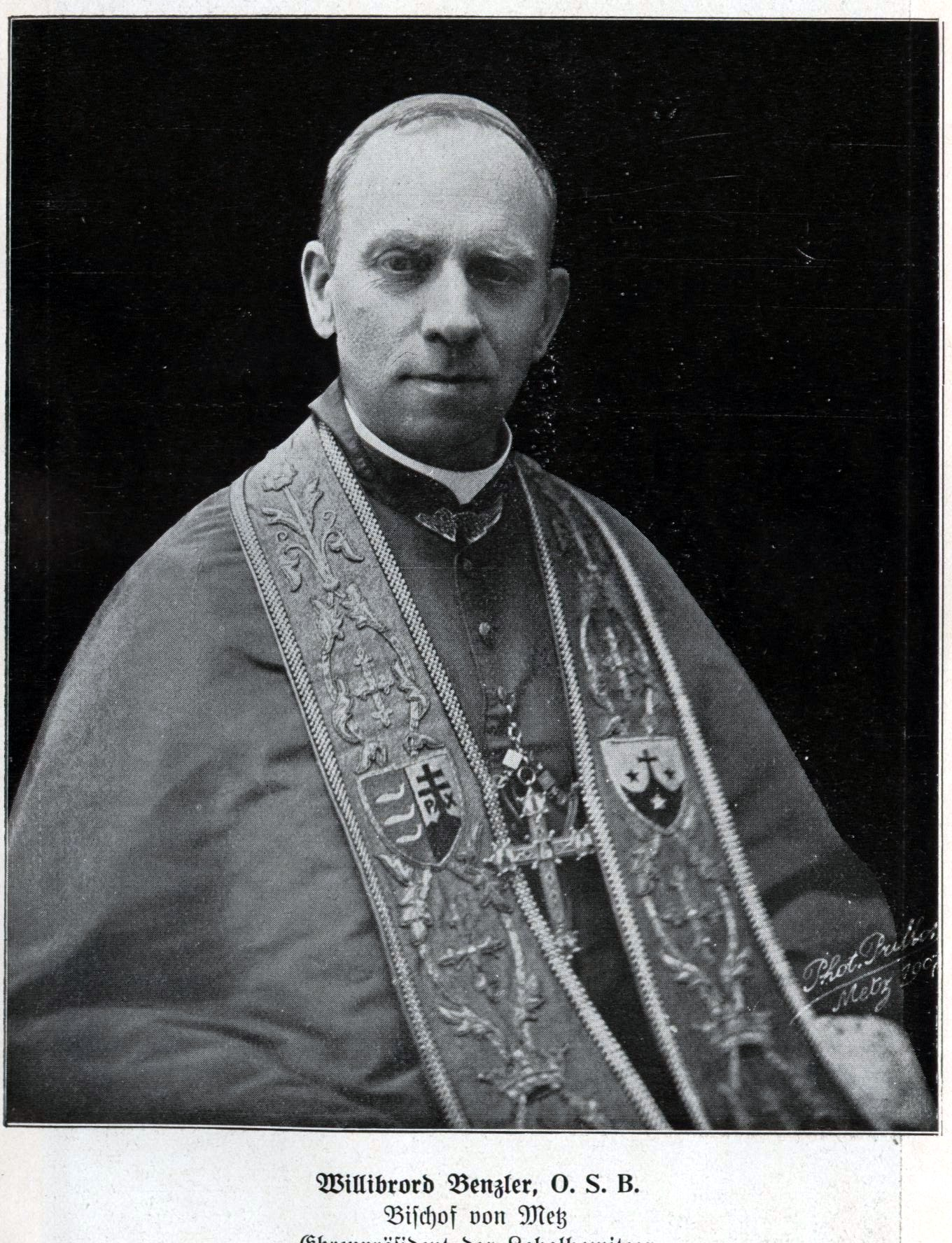
Bischof Willibrord Benzler, Photo aus der Festschrift zum letzten Deutschen Katholikentag vor dem Ersten Weltkrieg, 17. bis 21. August 1913, in Metz.

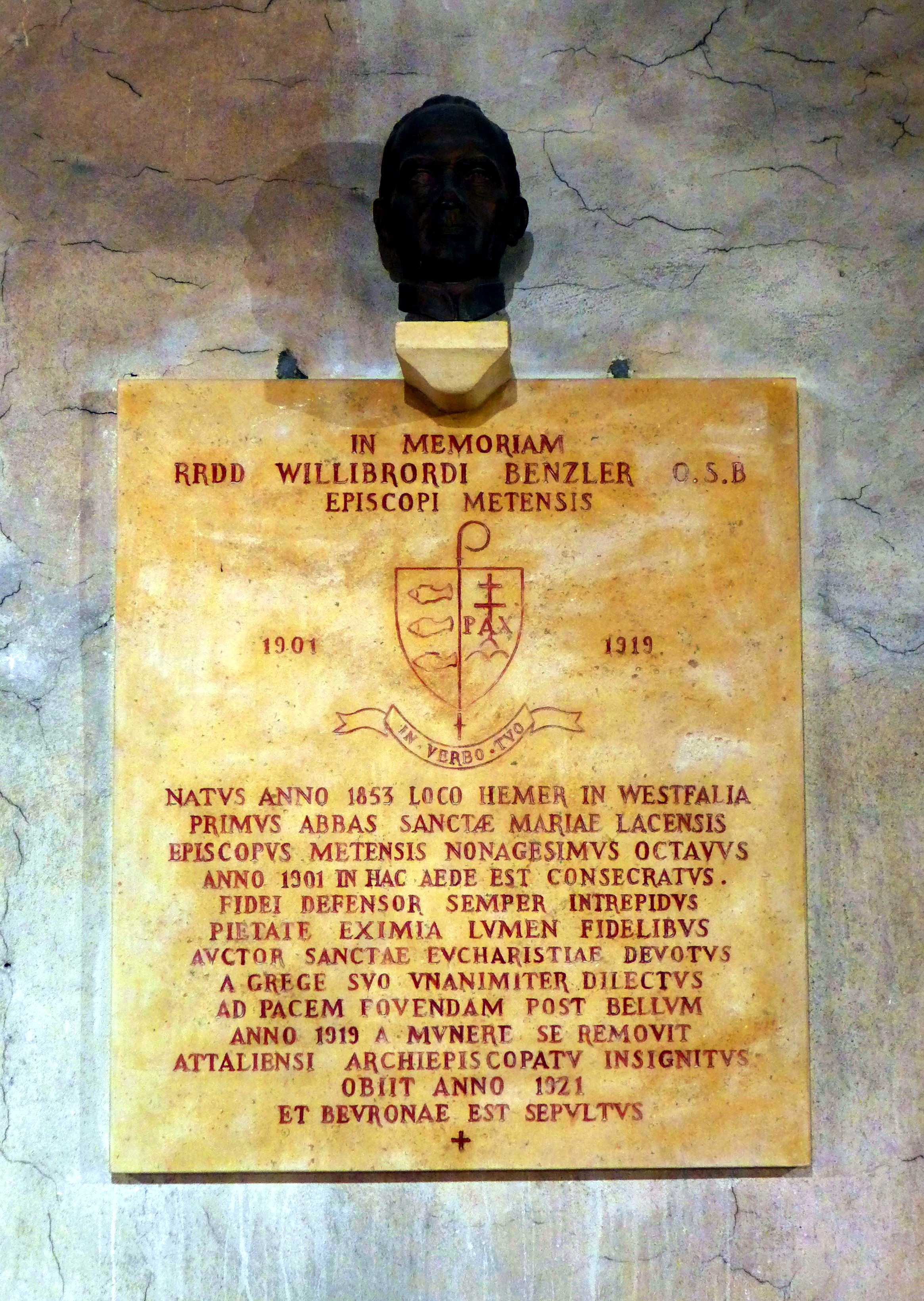
Metzer Domkrypta, Bischofsgrablege, Gedenktafel für Bischof Willibrord Benzler

Willibrord Benzler OSB, (* 16. Oktober 1853 in Niederhemer als Carl Heinrich Eugen Johann Benzler; † 16. April 1921 in Baden-Baden) war Bischof des Bistums Metz von 1901 bis 1919.

## Leben
Carl Heinrich Benzler war der Sohn des Land- und Gastwirtes Leonard Carl Friedrich Benzler (1819–1871) und dessen Frau Clementine (geborene Kissing, 1833–1862). Er wuchs mit seinem zweieinhalb Jahre jüngeren Bruder Maximilian Wilhelm Heinrich und seinen beiden noch jüngeren Schwestern Juliana Sophia Therese Josepha und Pauline Clementine Philippine Bernhardine auf. Er besuchte zunächst das heutige Rivius-Gymnasium in Attendorn und von 1867 bis 1871 das Gymnasium in Münster. Er begann ein Architekturstudium in Köln, wechselte aber im Dezember 1871 zum Studium der Philosophie und katholischen Theologie an die Universität Innsbruck. Hier wurde er aktives Mitglied der katholischen Studentenverbindung Akademia (jetzt KStV Rhenania) im KV/ÖKV, der er bis zu seinem Tod treu blieb. 1872 kam Benzler an das von Jesuiten geführte Collegium Canisianum. Ein Aufnahmeantrag wurde 1874 jedoch abgelehnt. Stattdessen wurde er in die Benediktiner-Erzabtei Beuron aufgenommen. Dort nahm er den Ordensnamen Willibrord an. Am 28. August 1877 wurde Benzler zum Priester geweiht.
Nach einem kurzen Aufenthalt im Kloster Emmaus in Prag und Jahren als Prior in der Abtei Seckau in der Steiermark konnte Willibrord Benzler 1887 nach Beuron zurückkehren, wo er als Prior den Ausbau des Klosters leitete. Am 23. November 1892 wurde er mit den anderen Gründermönchen von Beuron nach Maria Laach entsandt, um – in Absprache mit den von dort vertriebenen Jesuiten – ein Benediktinerkloster zu gründen. Am 15. Oktober 1893 wurde er zum ersten Abt des Klosters Maria Laach geweiht. 1898/1899 vertrat er die Benediktiner in den Verhandlungen mit der deutschen Regierung über die von Kaiser Wilhelm II. gewünschte Gründung eines Klosters in Jerusalem (Dormitio-Abtei).
Obwohl Willibrord Benzler für den Bischofsstuhl in Köln oder Fulda im Gespräch war, kam die Berufung zum Bischof von Metz am 21. September 1901 überraschend. In das Amt eingeführt wurde er am 28. Oktober 1901. Sein Wahlspruch lautete in verbo tuo („auf dein Wort hin“), ein Zitat aus dem Lukasevangelium (Lk 5,5 ). Willibrod Benzler war ultramontan ausgerichtet. Das Bistum Metz war für die gesamte Region Lothringen zuständig, soweit diese als Reichsland Elsaß-Lothringen seit 1871 zum Deutschen Reich gehörte. In vielen Gegenden dieses Bistums wurde überwiegend französisch gesprochen. In Metz selbst sprachen zur Amtszeit Benzlers durch vermehrten Zuzug aus dem Reichsgebiet etwa 70 % der Einwohner deutsch. Den politischen Erwartungen der Reichsregierung, der Bischof möge den Gebrauch der französischen Sprache in seinem Bistum einschränken, kam Benzler nicht nach, „er sei nicht da, um die Lothringer zu germanisieren, sondern gute Christen aus ihnen zu machen“. Benzler organisierte, dabei von Robert Schuman unterstützt, maßgeblich den letzten Deutschen Katholikentag vor dem Ersten Weltkrieg, der vom 17. bis zum 21. August 1913 in seiner Bischofsstadt stattfand. Im Sinn des Germania docet, eines Strebens nach effizienten kirchlichen Organisationsformen, förderte er die Gründung von Vereinen. Als Bischof von Metz war Benzler qua Verfassung ab 1911 automatisch Mitglied der ersten Kammer des Landtags des Reichslandes Elsaß-Lothringen. Er war Ritter des Ritterordens vom Heiligen Grab zu Jerusalem.
Als nach dem Ende des Ersten Weltkrieges Metz wieder französisch wurde, wurde ein Deutscher als Bischof problematisch. Willibrord Benzler bot im Januar 1919 seinen Rücktritt an, um den Frieden in der Stadt und im Bistum nicht zu gefährden. Doch Papst Benedikt XV. lehnte die Rücktrittsbitte zunächst ab. Erst nachdem die französische Regierung daraufhin – ohne Abstimmung mit dem Heiligen Stuhl – einen Bischof ernannte, beugte sich der Papst und nahm am 10. Juli 1919 Benzlers Rücktritt an. Am 31. Juli 1919 wurde Benzler zum Titularerzbischof von Attalea in Pamphylia berufen. Er kehrte in die Abtei von Maria Laach und später nach Beuron zurück. Eine Herzkrankheit zwang ihn zu einem Kuraufenthalt in der Zisterzienserinnenabtei Baden-Baden Lichtenthal, wo er 1921 starb. Er wurde in Beuron begraben.

## Nachleben
In seinem einstigen Bistum sind Straßen und Einrichtungen nach Bischof Benzler benannt. 2001 wurde in Metz eine Ausstellung über Willibrord Benzler gezeigt.
Ein Seligsprechungsprozess für Bischof Benzler wurde zwar von mehreren gewünscht, kam jedoch nicht zustande.